# District d'Echi
Le district d'Echi (愛知郡, Echi-gun) est un district de la préfecture de Shiga, au Japon.
Au 1er décembre 2014, sa population était de 20 725 habitants pour une superficie de 37,95 km2.

## Commune du district
- Aishō